# Прва битка код Полоцка
Битка код Полоцка вођена је 17-18. августа 1812. године између француске и руске војске. Део је Наполеонове инвазије на Русију, а завршена је неодлучним исходом.

## Битка
У надирању француске армије према Москви, Наполеон је упутио маршала Удиноа са 2. корпусом према Полоцку са задатком да заузме град и одбаци руски 1. корпус генерала Витгенштајна (25.000 људи). Удиноу се придружио и генерал Гувион-Сен-Сир. Заузимањем Полоцка, Французи би угрозили Петроград. Удино је 6. августа са око 35.000 људи предузео напад на противника. Витгенштајн му је пошао у сусрет. Дана 10. и 11. августа вођена је битка код Коханова. Победу су однели Руси, а Французи су 12. августа приморани на повлачење према Полоцку пред који су, гоњени од Руса, избили 16. августа. До касно у ноћ сукобљавале су се претходнице армија. Наредног дана су се Французи одржали на положајима. Рањеног Удиноа заменио је Гувион Сен-Сир на челу француске армије. Руси су француске покрете на левој обали Двине схватили као повлачење из Полоцка, па су ради брзог пребацивања наредили да се изграде мостови на Двини и Полоти.
Међутим, током ноћи (17/18. августа) све француске снаге 2. корпуса пребачене су неопажено на десну обалу Двине. У 15 часова следећег дана, Французи су напали руски центар. Руси су, и поред снажног отпора, принуђени на повлачење. Губици: Руси око 4000 људи и 14 топова, а Французи око 6000 људи.